# Temporada 2011 de Indy Lights
La Temporada 2011 de la Firestone Indy Lights  fue la temporada número 26 de la serie Indy Lights. Después de trece rondas, la serie fue dominada por el estadounidense Josef Newgarden conduciendo para el equipo de Sam Schmidt Motorsports. Newgarden se llevó el campeonato con una ventaja de 94 puntos sobre el argentino Esteban Guerrieri

## Equipos y Pilotos de la Temporada
(Próxmamente el dato).

### Calendario
| Ronda | Día             | Carrera                                            | Pista                        | Localización       |
| ----- | --------------- | -------------------------------------------------- | ---------------------------- | ------------------ |
| 1     | 27 de marzo     | Firestone Indy Lights Grand Prix of St. Petersburg | Streets of St. Petersburg    | St. Petersburg, FL |
| 2     | 10 de abril     | Firestone Indy Lights Grand Prix of Alabama        | Barber Motorsports Park      | Birmingham, AL     |
| 3     | 17 de abril     | Long Beach 100                                     | Streets of Long Beach        | Long Beach, CA     |
| 4     | 27 de mayo      | Firestone Freedom 100                              | Indianapolis Motor Speedway  | Speedway, IN       |
| 5     | 19 de junio     | David Hobbs 100                                    | Milwaukee Mile               | West Allis, WI     |
| 6     | 25 de junio     | Sukup 100                                          | Iowa Speedway                | Newton, IA         |
| 7     | 10 de julio     | Toronto 100                                        | Streets of Toronto           | Toronto, ON        |
| 8A    | 23 de julio     | Edmonton Twin 100s Race 1                          | Edmonton City Centre Airport | Edmonton, Alberta  |
| 8B    | 24 de julio     | Edmonton Twin 100s Race 2                          | Edmonton City Centre Airport | Edmonton, Alberta  |
| 9     | 7 de agosto     | Grand Prix de Trois-Rivières                       | Circuit Trois-Rivières       | Trois-Rivières, QC |
| 10    | 14 de agosto    | New Hampshire 100                                  | New Hampshire Motor Speedway | Loudon, NH         |
| 11    | 4 de septiembre | Baltimore 100                                      | Streets of Baltimore         | Baltimore, MD      |
| 12    | 2 de octubre    | Drive Smart Buckle-Up Kentucky 100                 | Kentucky Speedway            | Sparta, KY         |
| 13    | 16 de octubre   | TBA                                                | Las Vegas Motor Speedway     | Las Vegas, NV      |

     Óvalo/Circuito
     Circuito Callejero/Circuito Permanente
     En Circuitos

### Resultados
| Ronda | Carrera        | Pole position     | Vuelta Rápida     | Mayor vueltas lideradas | Ganador           | Equipo Ganador          |
| ----- | -------------- | ----------------- | ----------------- | ----------------------- | ----------------- | ----------------------- |
| 1     | St. Petersburg | Esteban Guerrieri | Conor Daly        | Josef Newgarden         | Josef Newgarden   | Sam Schmidt Motorsports |
| 2     | Barber         | Víctor García     | Víctor García     | Víctor García           | Víctor García     | Team Moore Racing       |
| 3     | Long Beach     | Esteban Guerrieri | Conor Daly        | Josef Newgarden         | Conor Daly        | Sam Schmidt Motorsports |
| 4     | Indianápolis   | Bryan Clauson     | Brandon Wagner    | Josef Newgarden         | Josef Newgarden   | Sam Schmidt Motorsports |
| 5     | Milwaukee      | Esteban Guerrieri | Josef Newgarden   | Esteban Guerrieri       | Esteban Guerrieri | Sam Schmidt Motorsports |
| 6     | Iowa           | Esteban Guerrieri | Bryan Clauson     | Josef Newgarden         | Josef Newgarden   | Sam Schmidt Motorsports |
| 7     | Toronto        | Esteban Guerrieri | Esteban Guerrieri | Stefan Wilson           | Stefan Wilson     | Andretti Autosport      |
| 8A    | Edmonton       | Josef Newgarden   | Josef Newgarden   | Esteban Guerrieri       | Esteban Guerrieri | Sam Schmidt Motorsports |
| 8B    | Edmonton       | Josef Newgarden   | Esteban Guerrieri | Josef Newgarden         | Josef Newgarden   | Sam Schmidt Motorsports |
| 9     | Trois-Rivières | Esteban Guerrieri | Esteban Guerrieri | Esteban Guerrieri       | Esteban Guerrieri | Sam Schmidt Motorsports |
| 10    | Loudon         | Josef Newgarden   | Josef Newgarden   | Josef Newgarden         | Josef Newgarden   | Sam Schmidt Motorsports |
| 11    | Baltimore      | Conor Daly        | Josef Newgarden   | Conor Daly              | Gustavo Yacamán   | Team Moore Racing       |
| 12    | Kentucky       | Stefan Wilson     | Duarte Ferreira   | Stefan Wilson           | Stefan Wilson     | Andretti Autosport      |
| 13    | Las Vegas      | Victor Carbone    | Stefan Wilson     | Josef Newgarden         | Victor Carbone    | Sam Schmidt Motorsports |

## Campeonato de Pilotos
| Pos | Piloto            | STP | BAR | LBH | INDY | MIL | IOW | TOR | EDM | EDM | TRO | LOU | BAL | KTY | LSV | Pts |
| Pos | Piloto            | STP | BAR | LBH | INDY | MIL | IOW | TOR | R1  | R2  | TRO | LOU | BAL | KTY | LSV | Pts |
| --- | ----------------- | --- | --- | --- | ---- | --- | --- | --- | --- | --- | --- | --- | --- | --- | --- | --- |
| 1   | Josef Newgarden   | 1*  | 6   | 13* | 1*   | 2   | 1*  | 8   | 2   | 1*  | 3   | 1*  | 2   | 2   | 9*  | 553 |
| 2   | Esteban Guerrieri | 6   | 15  | 2   | 2    | 1*  | 12  | 4   | 1*  | 14  | 1*  | 5   | 12  | 10  | 2   | 459 |
| 3   | Stefan Wilson     | 16  | 2   | 3   | 4    | 8   | 8   | 1*  | 4   | 2   | 4   | 12  | 5   | 1*  | 8   | 450 |
| 4   | Gustavo Yacamán   | 14  | 12  | 4   | 15   | 5   | 2   | 3   | 5   | 16  | 2   | 4   | 1   | 11  | 5   | 401 |
| 5   | Jorge Goncalvez   | 11  | 4   | 10  | 11   | 3   | 6   | 6   | 7   | 12  | 9   | 2   | 16  | 3   | 3   | 371 |
| 6   | Victor Carbone    | 9   | 14  | 6   | 18   | 6   | 7   | 9   | 11  | 4   | 10  | 10  | 3   | 7   | 1   | 357 |
| 7   | Anders Krohn      | 5   | 9   | 8   | 12   | 9   | 11  | 5   | 13  | 6   | 6   | 11  | 6   | 13  | 7   | 328 |
| 8   | Duarte Ferreira   | 8   | 7   | 14  | 13   | 12  | 5   | 10  | 8   | 9   | 8   | 3   | 10  | 6   | 11  | 323 |
| 9   | David Ostella     | 4   | 13  | 9   | 8    | 7   | 9   | 13  | 14  | 8   | 7   | 6   | 15  | 12  |     | 287 |
| 10  | Peter Dempsey     | 3   | 3   | 17  | 6    | DNS |     | 2   | 12  | 3   | 5   |     | 9   |     |     | 264 |
| 11  | Víctor García     | 15  | 1*  | 12  | 3    | 10  | 4   | 7   |     |     |     |     |     |     |     | 199 |
| 12  | Bryan Clauson     |     |     |     | 51   | 4   | 3   |     |     |     |     | 7   |     | 5   | 13  | 170 |
| 13  | Conor Daly        | 2   | 11  | 1   |      |     |     |     |     |     | 13  |     | 14* |     |     | 145 |
| 14  | Rusty Mitchell    |     |     | 11  | 7    |     |     |     |     |     |     | 8   | 7   | 8   | 12  | 137 |
| 15  | Brandon Wagner    |     |     |     | 14   | 11  | 13  |     |     |     |     | 9   |     | 4   | 6   | 134 |
| 16  | Mikaël Grenier    | 7   | 5   | 7   | 10   |     |     |     |     |     | 11  |     |     |     |     | 121 |
| 17  | Bruno Andrade     |     |     |     |      |     |     | 11  | 6   | 15  | 12  |     | 4   |     |     | 112 |
| 18  | Oliver Webb       |     |     |     |      |     |     |     | 3   | 5   |     |     | 11  |     | 10  | 104 |
| 19  | James Winslow     | 10  | 10  | 5   | 17   |     |     |     |     |     |     |     |     |     |     | 83  |
| 20  | Juan Pablo Garcia | 12  | 8   | 15  | 16   |     |     |     |     |     |     |     |     |     |     | 71  |
| 21  | Daniel Herrington |     |     |     |      |     |     | 12  | 9   | 7   |     |     |     |     |     | 66  |
| 22  | Jacob Wilson      |     |     |     |      |     |     |     |     |     |     |     |     | 9   | 4   | 54  |
| 23  | Chase Austin      |     |     |     | 9    |     | 10  |     |     |     |     |     |     |     |     | 42  |
| 24  | Stefan Rzadzinski |     |     |     |      |     |     |     | 10  | 13  |     |     |     |     |     | 37  |
| 25  | Tyler Dueck       |     |     |     |      |     |     |     | 16  | 10  |     |     |     |     |     | 34  |
| 26  | Daniel Morad      |     |     |     |      |     |     |     | 15  | 11  |     |     |     |     |     | 34  |
| 27  | Tõnis Kasemets    |     |     |     |      |     |     |     |     |     |     |     | 8   |     |     | 24  |
| 28  | Joel Miller       | 13  |     |     |      |     |     |     |     |     |     |     |     |     |     | 17  |
| 29  | Willy T. Ribbs    |     |     |     |      |     |     |     |     |     |     |     | 13  |     |     | 17  |
| 30  | Ryan Phinny       |     |     | 16  |      |     |     |     |     |     |     |     |     |     |     | 14  |
|     | Eric Jensen       |     |     |     |      |     |     | DNQ |     |     |     |     |     |     |     | 0   |
| Pos | Piloto            | STP | BAR | LBH | INDY | MIL | IOW | TOR | R1  | R2  | TRO | LOU | BAL | KTY | LSV | Pts |
| Pos | Piloto            | STP | BAR | LBH | INDY | MIL | IOW | TOR | EDM |     | TRO | LOU | BAL | KTY | LSV | Pts |

| Color       | Resultados                  |
| ----------- | --------------------------- |
| Oro         | Ganador                     |
| Plata       | 2.º Lugar                   |
| Bronce      | 3.er Lugar                  |
| Verde       | 4.º & 5.º puesto            |
| Azul Claro  | 6.º-10.º puesto             |
| Azul Oscuro | Finalizó (Fuera del Top 10) |
| Púrpura     | No acabó la carrera (Ret)   |
| Rojo        | No calificó (DNQ)           |
| Marrón      | Retiro (Wth)                |
| Negro       | Descalificado (DSQ)         |
| Blanco      | No Arrancó (DNS)            |
| Blanca      | Sin participación (DNP)     |
| Blanca      | No Participó                |

| In-line notation |                                                                 |
| Bold             | Pole position (1 point)                                         |
| Italics          | Vuelta Rápida                                                   |
| *                | Mayor número de vueltas lideradas en una competencia (2 points) |
| 1                | clasificación cancelada sin punto de bonificación concedido     |
| Novato del Año   |                                                                 |
| Novato           |                                                                 |

| Color       | Resultados                  |
| ----------- | --------------------------- |
| Oro         | Ganador                     |
| Plata       | 2.º Lugar                   |
| Bronce      | 3.er Lugar                  |
| Verde       | 4.º & 5.º puesto            |
| Azul Claro  | 6.º-10.º puesto             |
| Azul Oscuro | Finalizó (Fuera del Top 10) |
| Púrpura     | No acabó la carrera (Ret)   |
| Rojo        | No calificó (DNQ)           |
| Marrón      | Retiro (Wth)                |
| Negro       | Descalificado (DSQ)         |
| Blanco      | No Arrancó (DNS)            |
| Blanca      | Sin participación (DNP)     |
| Blanca      | No Participó                |

| In-line notation |                                                                 |
| Bold             | Pole position (1 point)                                         |
| Italics          | Vuelta Rápida                                                   |
| *                | Mayor número de vueltas lideradas en una competencia (2 points) |
| 1                | clasificación cancelada sin punto de bonificación concedido     |
| Novato del Año   |                                                                 |
| Novato           |                                                                 |

| Posición | 1  | 2  | 3  | 4  | 5  | 6  | 7  | 8  | 9  | 10 | 11 | 12 | 13 | 14 | 15 | 16 | 17 | 18 | 19 | 20 | 21 | 22 | 23 | 24 | 25 | 26 | 27 | 28 | 29 | 30 | 31 | 32 | 33 |
| -------- | -- | -- | -- | -- | -- | -- | -- | -- | -- | -- | -- | -- | -- | -- | -- | -- | -- | -- | -- | -- | -- | -- | -- | -- | -- | -- | -- | -- | -- | -- | -- | -- | -- |
| Puntos   | 50 | 40 | 35 | 32 | 30 | 28 | 26 | 24 | 22 | 20 | 19 | 18 | 17 | 16 | 15 | 14 | 13 | 12 | 12 | 12 | 12 | 12 | 12 | 12 | 10 | 10 | 10 | 10 | 10 | 10 | 10 | 10 | 10 |

- Los empates en puntos se definen por número de victorias, o mejores carreras.